# Trade-off

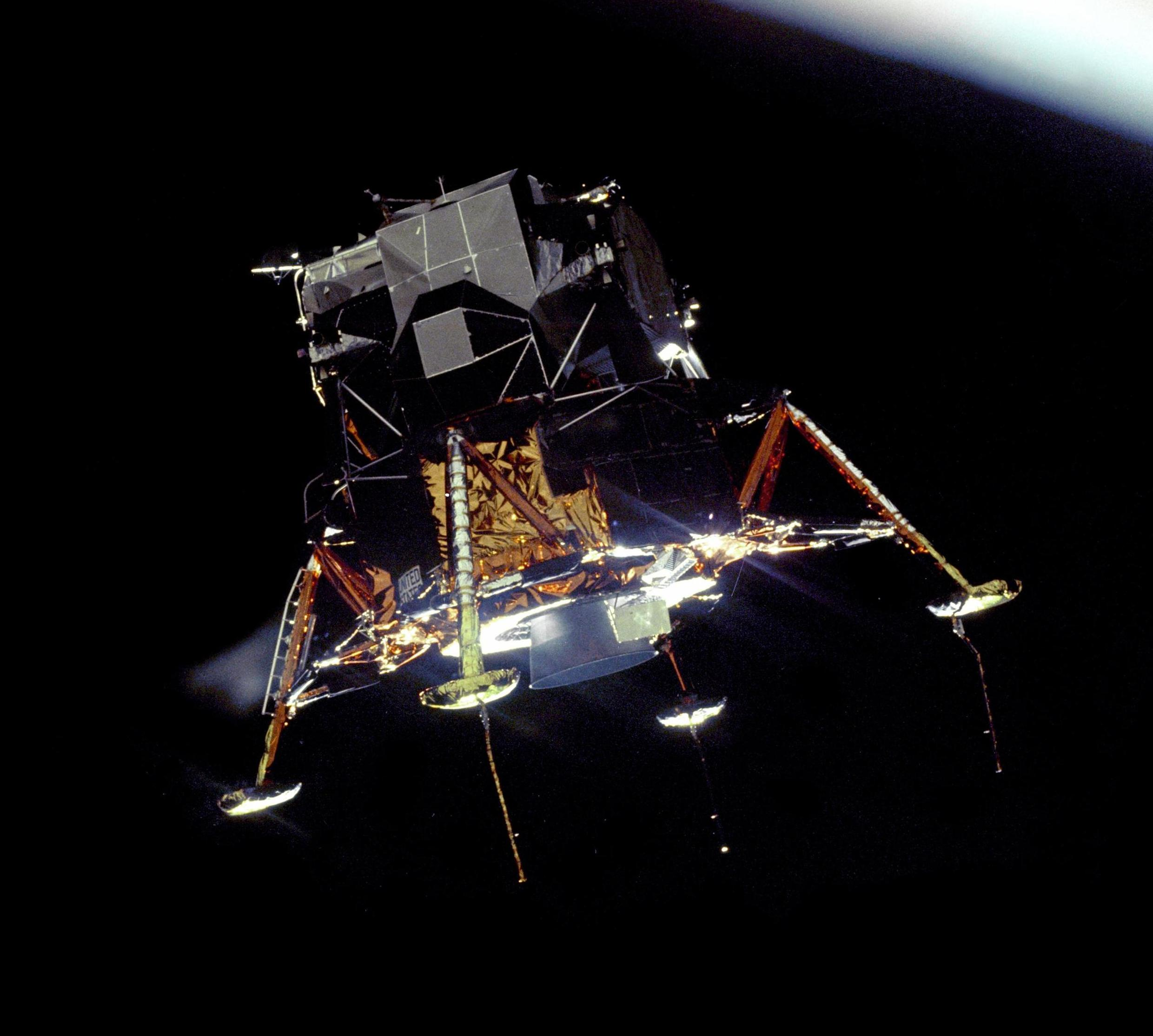
El diseño del Módulo Lunar de Apolo involucró un trade-off en el número de pies de aterrizaje. Tres pies reducían el peso del vehículo, pero se lo consideró poco seguro. Cinco pies se consideraba que era lo más seguro, pero hacía muy pesado al vehículo. Los diseñadores tuvieron que hacer un compromiso entre seguridad y peso dándole cuatro pies.

Trade-off o simplemente tradeoff, en castellano solución de compromiso, tal como se usa en ingeniería y diseño, en Europa, aunque en otros ámbitos y lugares puede ser usado en inglés (anglicismo) o traducido como "compromiso" o como "sacrificio", es la decisión tomada en una situación conflictiva en la cual se debe perder, reducir cierta cualidad a cambio de otra cualidad. En economía se lo suele traducir como "intercambio", destacando entonces que se pierde un beneficio y se gana otro. 
Un trade-off se puede dar por varias razones, entre ellas por simples limitaciones físicas: dentro de una cantidad de espacio dada se pueden meter muchos objetos pequeños o una menor cantidad de objetos grandes. La idea de un trade-off como una decisión por lo general implica que esta es realizada con una comprensión total de las ventajas y desventajas de la decisión en particular, como, por ejemplo, es el caso cuando una persona decide invertir en acciones de una empresa (un inversión más riesgosa pero con mayor potencial) sobre bonos (por lo general más seguros, pero con menor potencial de ganancias).
En biología, tradeoff significa sacrificio, los conceptos de tradeoffs y limitaciones (constricciones biológicas) están estrechamente asociados. El término también es utilizado comúnmente en un contexto evolutivo, en el cual la selección natural y otras fuerzas evolutivas actúan como los "tomadores de decisiones" definitivos. En economía, un trade-off es comúnmente expresado como costo de oportunidad que es la alternativa preferida cuando se realiza una decisión económica.

## Concepto
Trade-off se refiere, generalmente, ya sea a conceder la pérdida de un tipo de cualidad, para ganar otro tipo de cualidad o bien, a establecer un compromiso o balance entre criterios que de otra forma son mutuamente excluyentes. Esto implica que una decisión es tomada teniendo bien en cuenta sus pros y contras (puntos a favor y puntos en contra).
Normalmente en castellano nos referimos a este hecho como "concesión" o "compromiso".
Un ejemplo clásico de trade-off ocurre en el caso del juego de Damas. Un jugador puede dejar que el adversario le coma una pieza en su juego, que posteriormente, tal acción, le permitirá obtener el doble o triple de piezas en su jugada. Esto significa, para que el jugador pueda conseguir un buen resultado es preciso sacrificar una pieza.
Otro ejemplo de trade-off es en el juego de Ajedrez, donde jugadores de nivel avanzado crean, en el comienzo de la partida, sacrificando peones para la obtención de mejor calidad en el juego, como por ejemplo, movilidad entre las piezas, teniendo como consecuencia un buen desempeño a lo largo del juego.

## Trade-off (economía)
En economía, trade-off es la relación costo-beneficio, la cual ofrece un cierto provecho a cambio del sacrificio de algún otro. Por ejemplo, usted puede incrementar sus ingresos trabajando más horas. Si trabaja más horas tendrá un ingreso mayor pero tendrá menor tiempo libre para el ocio y compartir con su familia. Decimos que usted enfrente un trade-off o intercambio entre ingresos y tiempo de ocio: mayores ingresos implican menor tiempo de ocio. Nótese que la decisión es entre una cosa ó la otra, más en este ejemplo, no se puede incrementar el salario por hora (que equivaldría aumentar el ingreso sin aumentar las horas trabajadas). 
En macroeconomía otro ejemplo clásico es el trade-off en el corto plazo entre inflación y actividad económica (o desempleo): en el corto plazo mayor inflación pueden aumentar la actividad económica (y bajar el desempleo) pero en el largo plazo mayor inflación reduce la actividad económica (y aumenta el desempleo). Se debe entonces elegir un nivel óptimo de inflación tal que maximice la actividad económica en el corto y largo plazo.

## Trade-off (biología)
En biología evolutiva, los trade-offs ocurren cuando un organismo adquiere un nuevo carácter o trait y sacrifica otro carácter a cambio.
Un ejemplo es el trade-off nicho/distribución, cuando un organismo se vuelve especialista en consumir algún tipo de alimento: Por ejemplo, un pájaro que desarrolla un pico específico para romper cocos, sacrifica su capacidad de distribución geográfica y solo se distribuye en las zonas donde se encuentran las plantas de cocos. En cambio la poblaciones de pájaros generalistas que tienen un margen de distribución geográfica más amplio y pueden consumir cualquier tipo de alimento, sacrifican la facilidad con la que consiguen el alimento, es decir un pájaro con un pico regular tarda más tiempo y gasta más energía en romper cocos. El mismo fenómeno se ha documentado para animales polinizadores que se dividen en generalistas y especialistas. La teoría de los ecotonos también abarca este tipo de trade-off, en donde cada especie tiene un nicho específico y sacrifica un área determinada de su nicho fundamental.
Otro ejemplo es el trade-off virulencia/transmisibilidad. Cuando un patógeno ya sea una bacteria o un virus aumenta su tasa de transmisión, este perderá su virulencia o tasa de mortalidad conforme el tiempo y viceversa, si aumenta su patogenicidad o virulencia entonces disminuye su transmisibilidad con el tiempo. Esto es debido a la selección natural, ya que los patógenos que sean muy virulentos y muy transmisibles matarían a todos sus hospederos y por tanto a sí mismos. Por lo que evolutivamente los patógenos se seleccionan para llegar a un equilibrio con sus hospederos y mantenerse.
Otro ejemplo es el trade-off memoria/creatividad. Investigadores en Japón que trataban de estudiar el origen evolutivo del lenguaje, se dieron cuenta en una población de chimpancés que entre mayor sea la memoria a corto plazo menor es la capacidad de creatividad y de pensamiento abstracto. Esto ocurre también al sentido contrario, entre mayor sea el pensamiento creativo menor es la memoria a corto plazo, la memoria a corto plazo en chimpancés es muy buena en sus primeros años de vida y después se pierde.
Otro ejemplo es el trade-off  es la de cuidado parental/estrategia reproductiva. Se ha observado que los organismos que tienen un alto cuidado parental, gastan más energía y solo pueden producir un número escaso de descendencia, sin embargo debido al cuidado parental, la descendencia tiene un tasa de mortalidad baja (Estrategia K). En cambio los organismos que no tienen cuidado parental compensan la alta mortalidad de su descendencia produciendo una enorme cantidad de descendientes (Estrategia R).
Muchos eventos de coevolución e interacciones biológicas a largo plazo, como el mutualismo, están asociados a trade-offs en donde se gana un carácter a costa de perder otro.